# Joseph Vallet
Pour les articles homonymes, voir Vallet.
Joseph Vallet, né le 6 août 1841 à La Boissière-du-Doré et mort le 29 avril 1920 à Nantes, est un sculpteur français.

## Biographie
Établi à Nantes, Joseph Vallet réalise de nombreux autels et statues pour les églises de Bretagne, particulièrement dans le département de Loire-Atlantique.

## Œuvres
Nombre de ses réalisations sont du mobilier classé à l'inventaire général de la base Palissy. Ces mobiliers ont visibles à Blain, Cancale (le maître-autel  et la porte en bronze du tabernacle, ornée d'un Bon-Pasteur, dans l'église (1902), Herbignac, Missillac, Nantes (église Notre-Dame-de-Bon-Port et statue en Marbre de Carrare, Christ à l'agonie, Cathédrale Saint-Pierre-et-Saint-Paul), Pornichet, le Pouliguen et dans le château de Sommervieu.
Parmi celles qui ne sont pas classées, il y a, entre autres :
- La Boissière-du-Doré : Saint Joseph, 1875 ; Notre-Dame-de-Lourdes, 1878 ; le Sacré-Cœur, 1886, statues[5] ;
- La Chapelle-Basse-Mer, église : L'Assomption de la Vierge Marie, marbre de Carrare[6] ;
- Carquefou, église : trois autels dédiés à la Vierge, à Sainte Anne et à Saint Jean Baptiste, entre 1891 et 1893[2] ;
- Laval musée des Beaux-arts : quatre lions en bronze acrotères ornant le toit du musée[7] ;
- Nantes :
  - cathédrale Saint-Pierre-et-Saint-Paul, chapelle saint-Joseph : Christ agonisant, marbre de Carrare[8] ;
  - cimetière Miséricorde : Pietà, groupe en marbre[9] ;
  - cimetière La Bouteillerie :  médaillon et plaque ornant la tombe de l'abbé Théophile Maingy ;
  - église Saint-Clément : Jeanne d'Arc et sainte Marguerite, statues[10] ;
  - rue de Bréa : fronton de la Caisse d'épargne de Nantes ;
  - rue Dufour : Monument à Saint Donatien et saint Rogatien, médaillon en bronze ;
- Niort, église Notre-Dame : Jeanne d'Arc, statue ;
- Paimbœuf, église : statues de sainte Monique, sainte Geneviève, saint Martin de Tours, saint Félix de Nantes, saint Dominique Guzman, saint Louis-Marie Grignion de Montfort, 1895[11] ;
- Saint-Philbert-de-Grand-Lieu :
  - église : autel de l'absidiole Sainte-Anne ;
  - Monument aux morts[12] ;
- Vannes, collège Jules-Simon : Jules Simon, portrait en médaillon ornant la grille d'entrée ;
- Pontchâteau, la Scala Santa (1890), au Calvaire-de-la-Madeleine.

## Galerie

Œuvres de Joseph Vallet
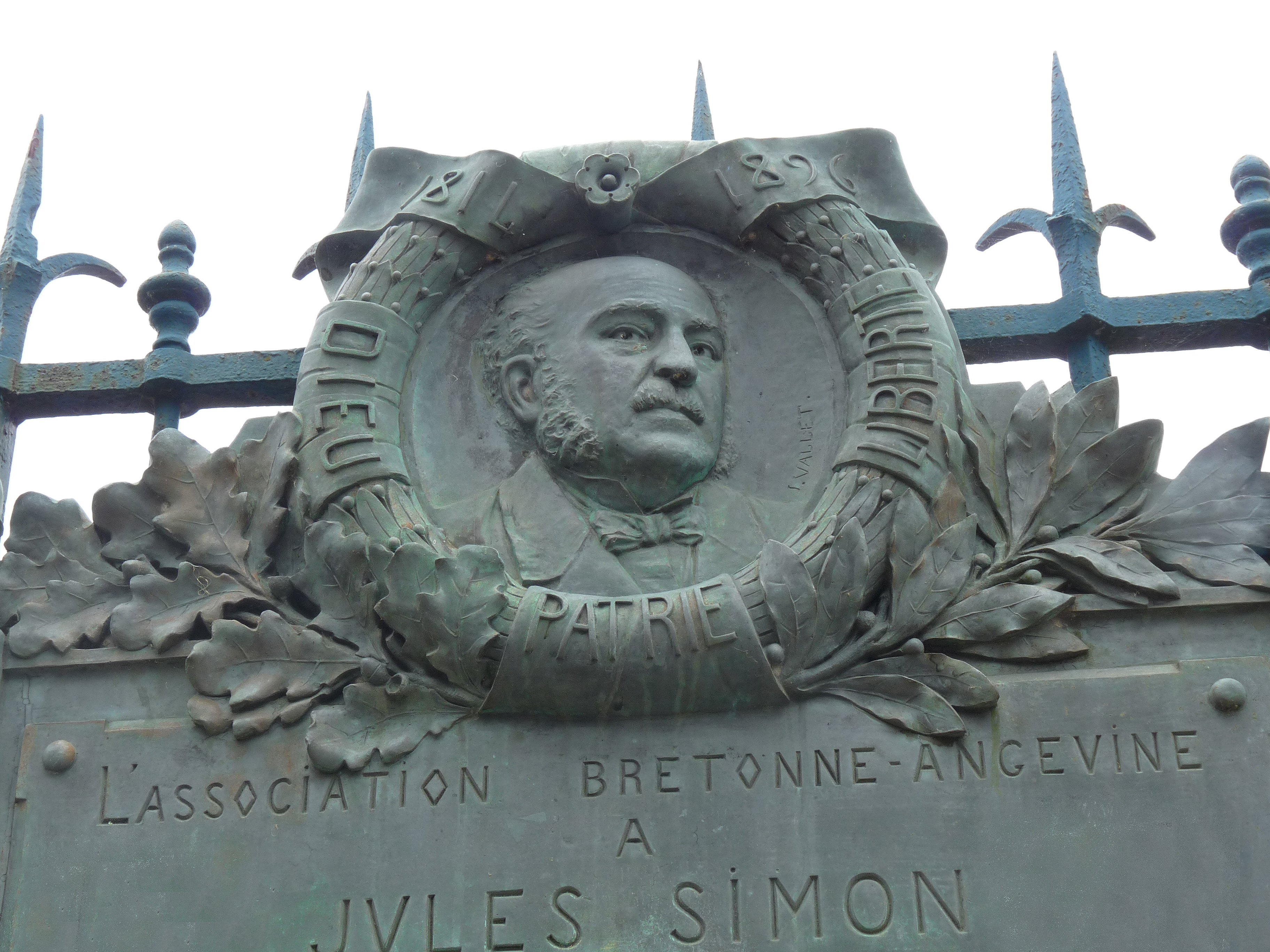
Jules Simon, Vannes, collège Jules-Simon.
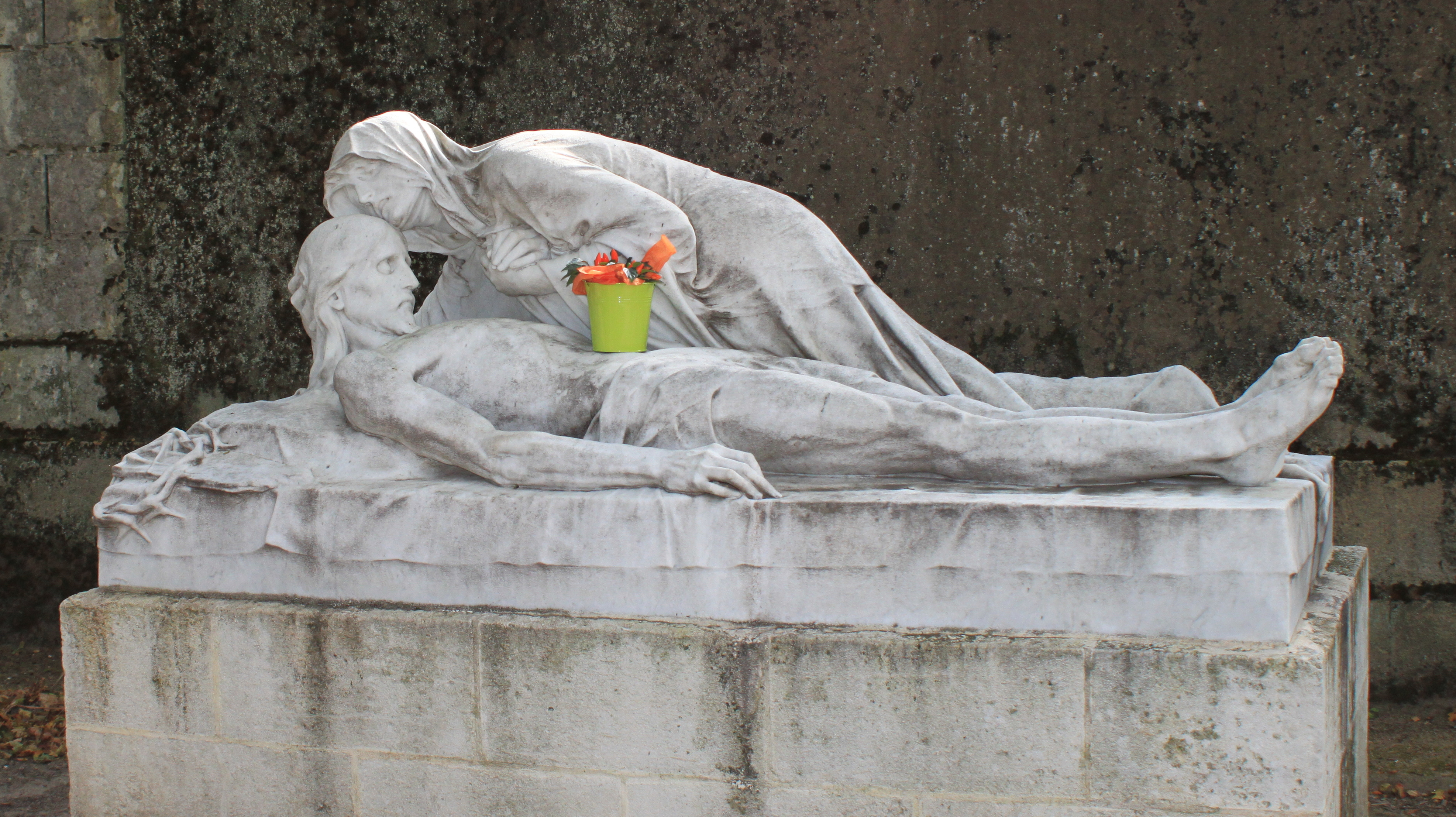
Pietà, Nantes cimetière Miséricorde.
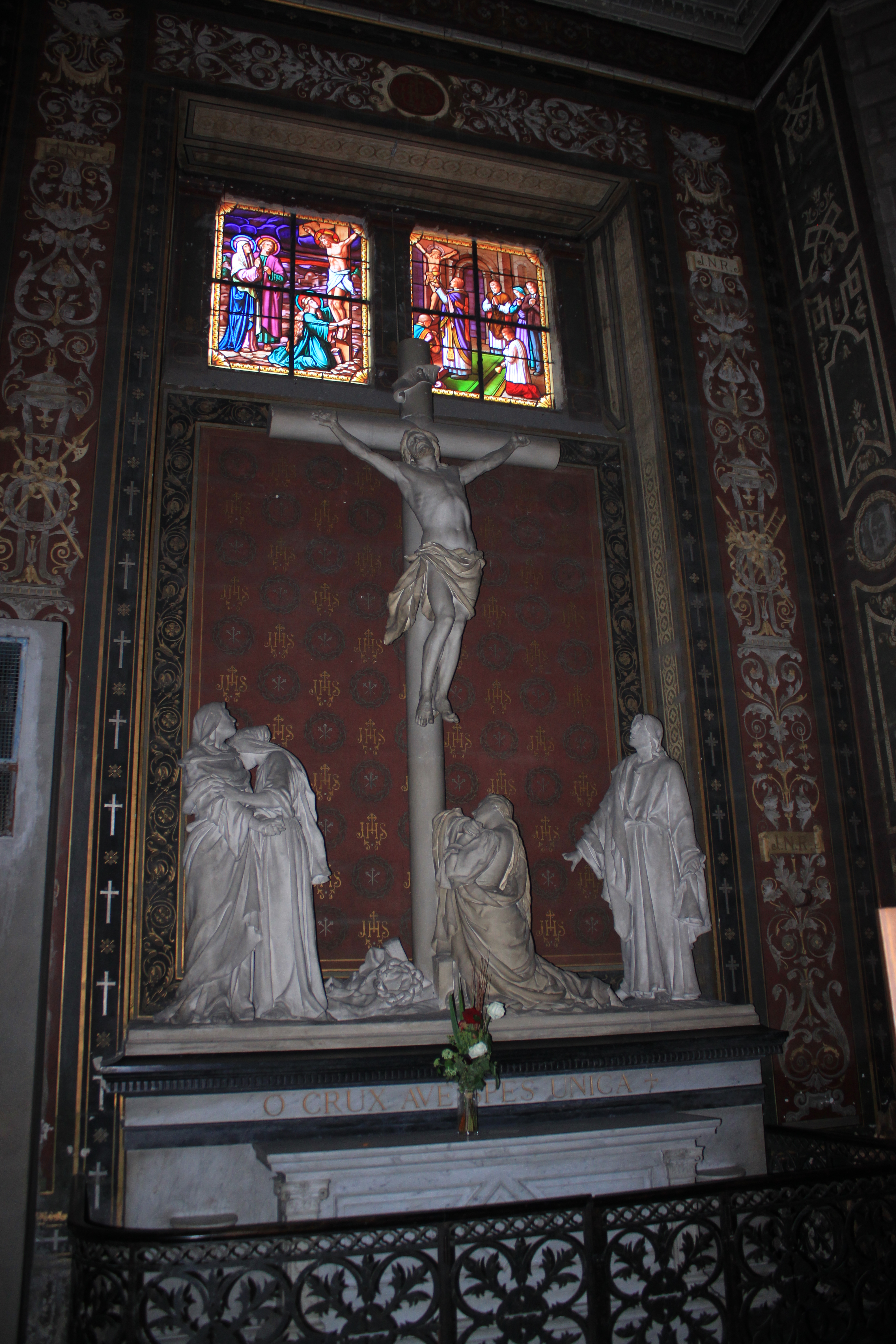
Crucifixion, Nantes, église Notre-Dame-de-Bon-Port.
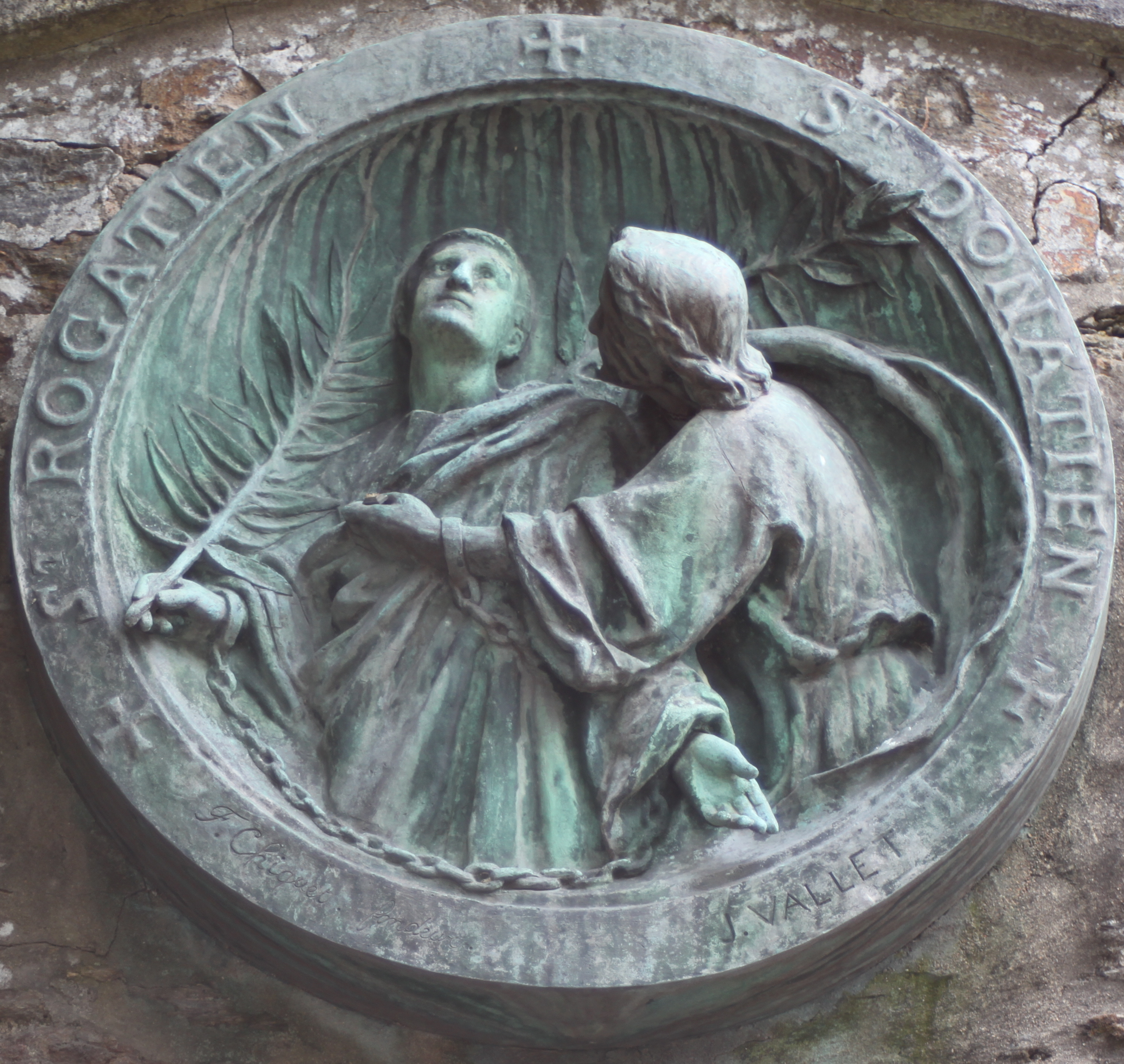
monument à Saint-Donatien et Saint-Rogatien, Nantes, rue Dufour.
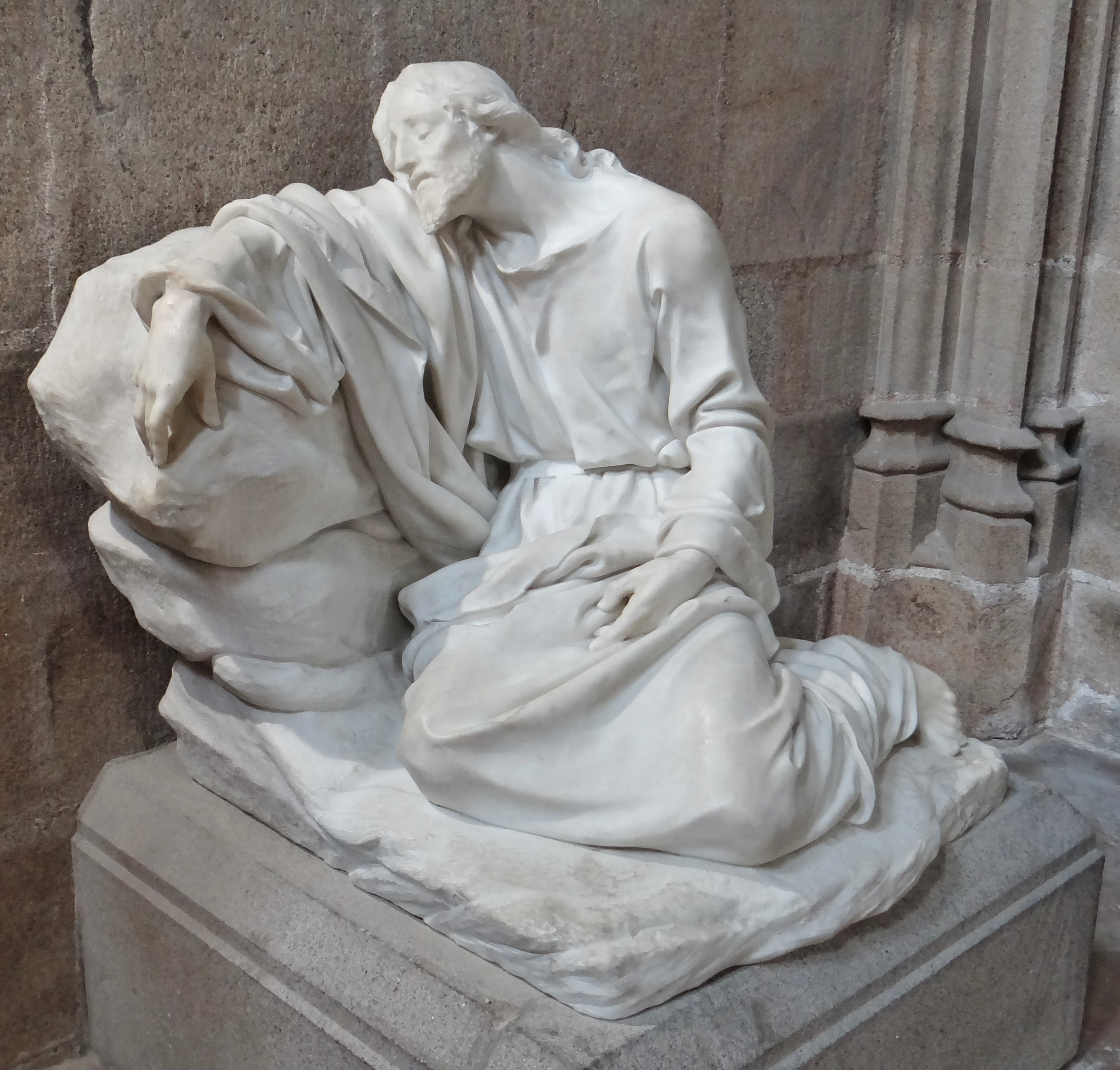
Christ à l'agonie, Cathédrale Saint-Pierre-et-Saint-Paul de Nantes.